# Pojišťovna České spořitelny
Pojišťovna České spořitelny byl peněžní ústav, založený v České republice roku 1992. Zpočátku působila na trhu jako Živnostenská pojišťovna, kterou ovládla v roce 1995 Česká spořitelna. V roce 1996 byla privatizována a získána rakouskými pojišťovacími společnostmi, následně se jejím vlastníkem stala Vienna Insurance Group. Patřila mezi hlavní pojišťovací společnosti v České republice. Její centrála sídlila v Pardubicích. 1. ledna 2019 byla sloučena s pojišťovnou Kooperativa.

## Historie

### Založení pojišťovny
Pojišťovna byla založena jako nestátní peněžní ústav v roce 1992. O rok později se pojmenovala na Živnostenskou pojišťovnu a začala poskytovat své služby se zaměřením na rostoucí počet podnikatelů.

### Pod Českou spořitelnou
V roce 1995 peněžní ústav převzala a vložila potřebný kapitál společnost Česká spořitelna. Finančně silný akcionář umožnil pojišťovně překonat dopady tehdejších záplav. V témže roku byly veřejnosti nabídnuty další druhy pojištění (pro nemocné).

### Nový akcionář
V roce 2000 byla Česká spořitelna i s pojišťovnou v rámci privatizace státních podniků podrobena právním i finanční prověrce. Ke konci roku pak získala 45 % akcí rakouská životní pojišťovna Sparkassen Versicherung a do České spořitelna vložila další základní kapitál ve výši 500 milionů Kč. Byly rozšířeny další služby pro veřejnost, vzniklo Flexibilní životní pojištění Flexi a později i tzv.bankopojištění. Privatizovaná společnost se od 17. září 2001 přejmenovala na jméno Pojišťovna České spořitelny a změnila reklamní prvky tak, aby odpovídaly společnosti Erste Bank. To proto, že hlavní akciový vlastník společnost Sparkassen Versicherung patřila do velké finanční skupiny Erste Bank. V roce 2003 pak akcionáři odprodali část činností společnosti Kooperativě (strategický partner) a pojišťovna se pak zaměřila prioritně (ne zcela) na prodej životního pojištění. V roce 2004 začala nabízet nový program – Investiční životní pojištění Flexiinvest, rok poté Úvěrové životní pojištění Kvatro a Hypotéka. Před Vánocemi 2005 bylo vytvořeno a veřejnosti nabídnuto Flexibilní životní pojištění Junior.

### Na čele trhu
V anketě pořádané Asociací českých pojišťovacích makléřů získala titul Pojišťovna roku 2006 v kategorii životního a úrazového pojištění v České republice. Počet registrovaných klientů přesáhl 500 000. V dalších letech pak uvedla na pojišťovací trh další svůj produkt Flexi-fix a starší programy inovovala, případně spojila. Své vítězství v prestižní anketě obhájila i roku 2008 a získala i další druhy cen.
V září roku 2008 se Pojišťovna České spořitelny stala součástí rakouské pojišťovací skupiny Vienna Insurance Group a rok poté znovu změnila svůj název na Pojišťovna České spořitelny, a.s., Vienna Insurance Group.
Základní kapitál firmy je nyní přes 1,1 miliardy Kč.

### Fúze
Pojišťovna České spořitelny ukončila svoji činnost 31.12.2018 a všichni její klienti se stali klienty pojišťovny Kooperativa. 1. ledna 2019 pak proběhlo sloučení obou pojišťoven, které na našem trhu dříve samostatně fungovaly v rámci skupiny Vienna Insurance Group.

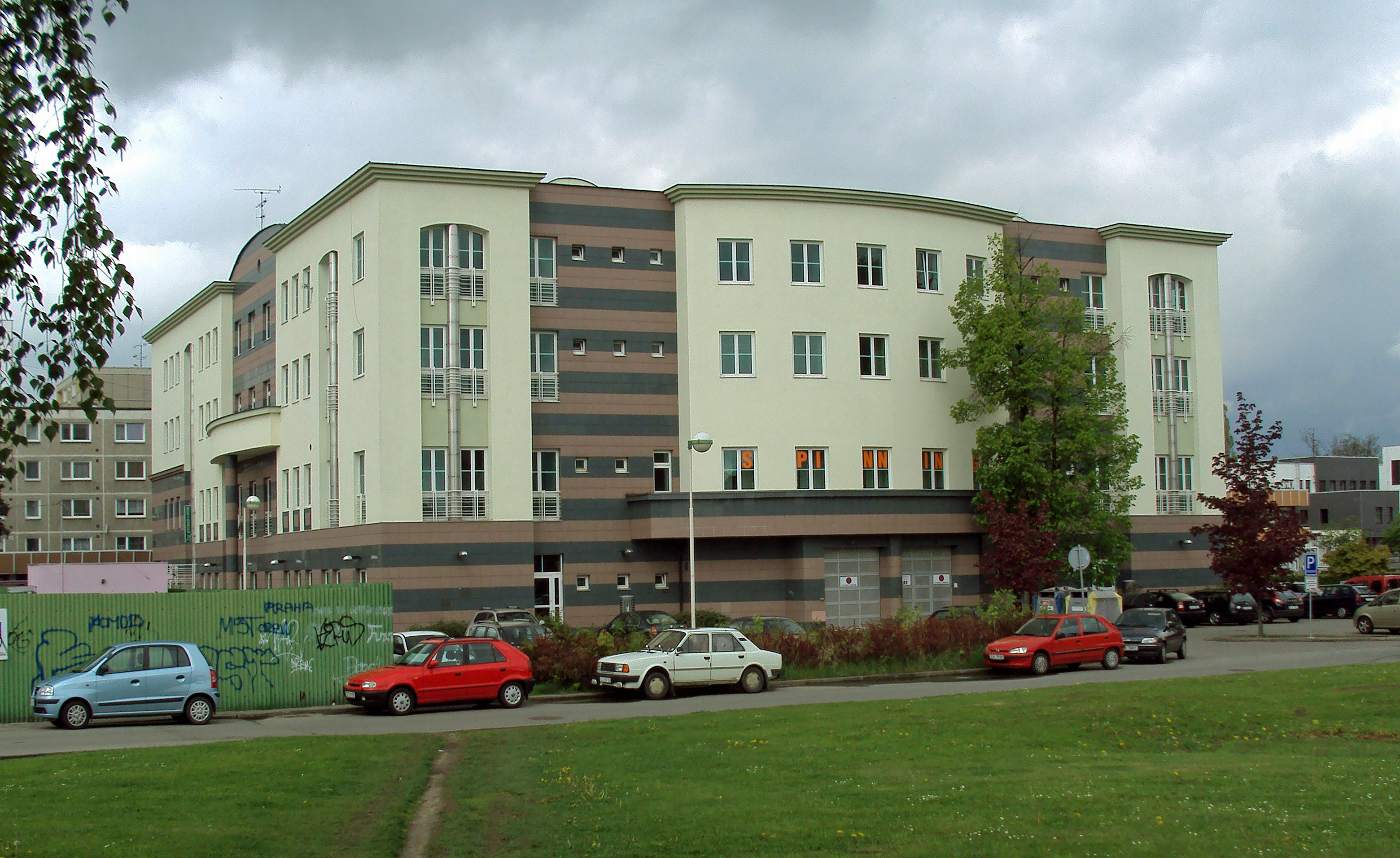
V České Lípě sídlila pobočka pojišťovny v patře budovy České spořitelny

## Sídlo a vedení firmy
Akciová společnost měla hlavní sídlo v Pardubicích, na náměstí Republiky 115. Pojišťovnu vedlo tříčlenné představenstvo, v jehož čele stál generální ředitel. Měla i svou pětičlennou dozorčí radu.